# Мабулабо
Мабула́бо (англ. Mabulabo) — традиційна громада у складі дистрикту Мзімба Північного регіону Малаві.
Населення — 64274 особи (2018).